# سوغوتا
سوغوتا (به لاتین: Soqota) یک منطقهٔ مسکونی در اتیوپی است که در Wag Hemra Zone واقع شده‌است.

## خصوصیات
سوغوتا ۲۲٬۳۴۶ نفر جمعیت دارد.